# Советские средние бронеавтомобили-дрезины
Советские средние бронеавтомобили-дрезины — средние бронеавтомобили (БА) СССР, могущие использоваться как бронедрезины (БД) и соответствующие средним бронедрезинам по вооружению и назначению.
Предназначались для разведки, в том числе и в интересах отдельных бронепоездов и дивизионов бронепоездов, охранения вдоль железнодорожного пути (в том числе и бронепоездов при ведении ими боевых действий и в районах, где была угроза диверсий против бронепоезда/ов), и для решения других боевых задач (доставка командиров и начальников, курьеров с документами и т. д.).

## Предыстория

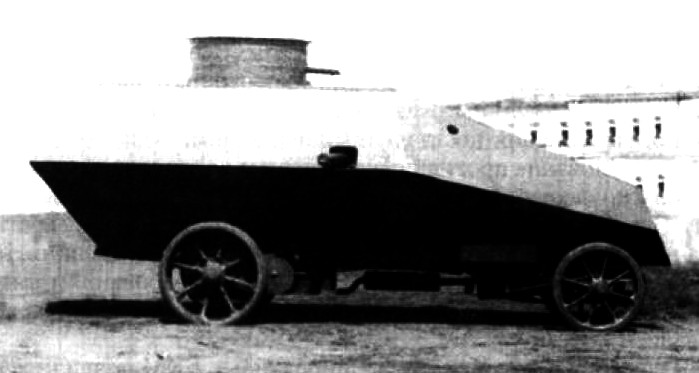
Бронедрезина «Benz» — первый бронеавтомобиль-дрезина в России.

Бронедрезины широко применялись многими странами на железных дорогах в первой половине XX века, впоследствии употребляясь меньше .

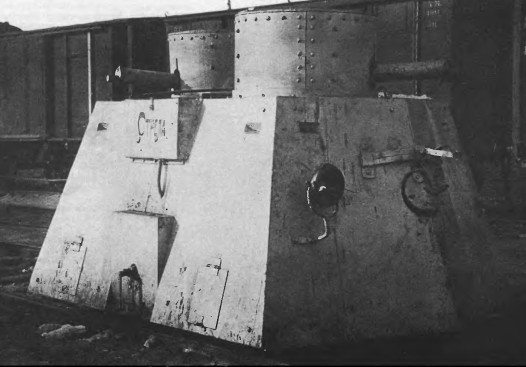
Одна из бронедрезин Русской Армии постройки 1916 года. 1918 год

В России ещё до Первой мировой войны возникла идея приспособить бронеавтомобиль для движения по рельсам в качестве бронедрезины — для защиты от хунхузов. По заказу Амурской железной дороги в российском отделении фирмы «Benz» в 1911?1912 годах разработан и построен бронеавтомобиль-дрезина — пулемётный бронеавтомобиль с рациональным размещением броневых листов под большими углами наклона и с возможностью использования его как бронедрезина.
В источниках он называется «Блиндированный автобус „Бенц“», «Бронированный автобус Бенц» или бронедрезина «Benz-Gaggenau».
С началом Первой мировой войны идея применения бронедрезин получила новый импульс. Бронированные автодрезины стали создаваться железнодорожными войсками Российской империи
Во время Первой Мировой войны в русской императорской армии был сформирован броневой железнодорожный взвод из пяти броневиков. Были планы по перестановке в России на железнодорожный ход всех бронеавтомобилей, не пригодных к действию, в том числе и вне дорог, из-за перегрузки шасси, но из-за проблем в военной промышленности Российской Империи с конца 1916 года, развала уровня управления в ней и падением в промышленности производственной дисциплины из-за Февральской и Октябрьской революций, этого не сделали.

## История
В автобронетанковых войсках Красной Армии, помимо малочисленных бронедрезин только на железнодорожном ходу, были средние бронеавтомобили-дрезины — доработанные средние бронеавтомобили (стандартные, но на сменяемых железнодорожными автомобильных колесах):
- БА-27жд (2);
- БА-3жд (1);
- БА-6жд (более 30);
- БА-10жд (43)[10].

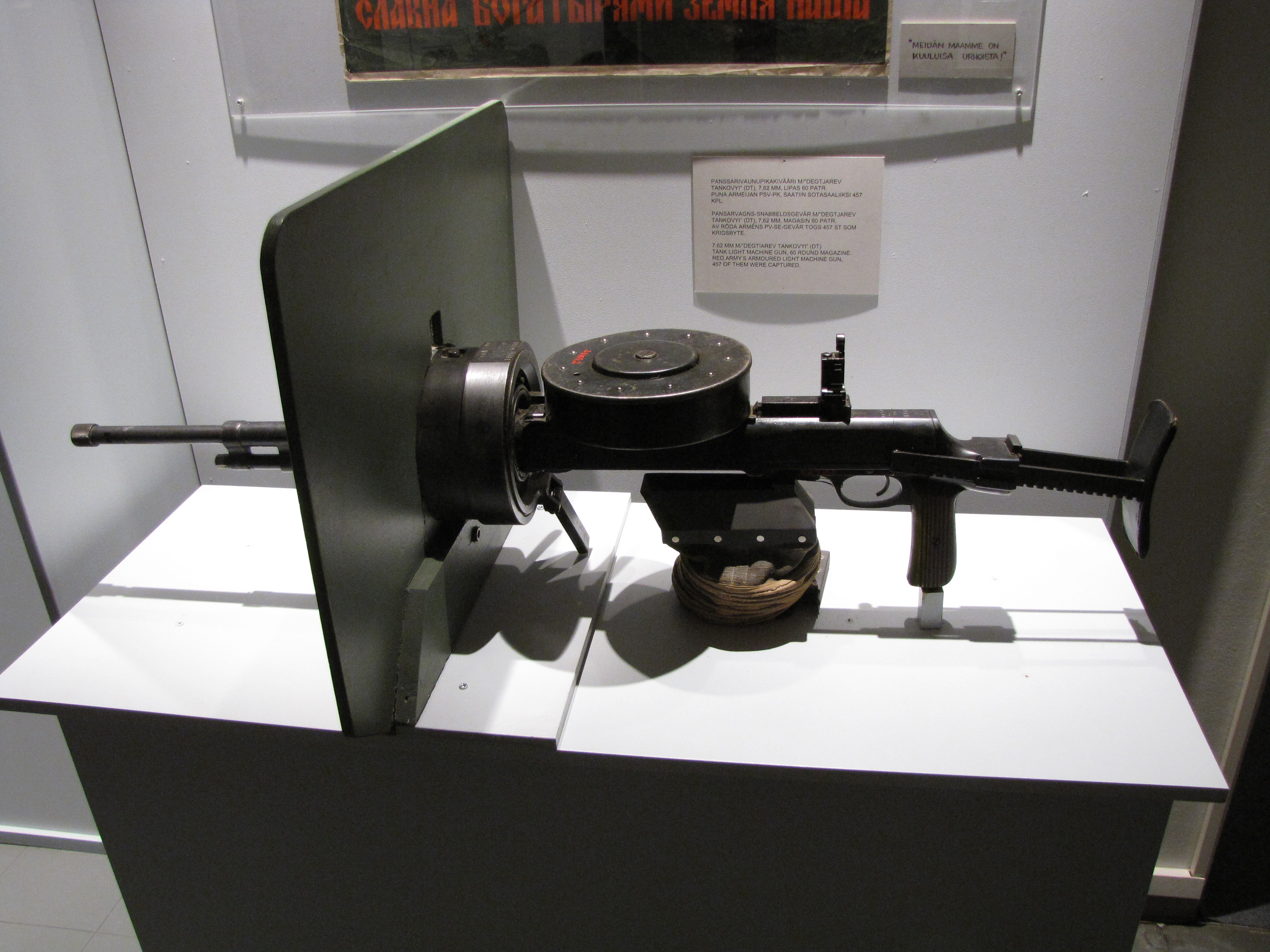
Пулемёт ДТ в шаровой установке — оружие БА-дрезин

В РККА бронеавтомобили-дрезины, как и бронедрезины только на железнодорожном ходу, входили в отдельные бронепоезда — воинские части и дивизионы бронепоездов и, начиная с 1930-х годов, дополнительно, кроме входящих в бронепоезда и дивизионы, и в полк бронепоездов, а также в единственный батальон бронедрезин (с 1935 года) броневых сил > автобронетанковых войск > бронетанковых и механизированных войск Красной Армии РСФСР и СССР.
К осени 1940 года, автобронетанковые войска РККА, согласно приказу НКО СССР № 0283 от 24 октября 1940 года, в результате организационно-штатных преобразований в вооружённых силах СССР (ВС СССР), имели отдельный батальон бронедрезин (имел 22 бронеавтомобиля-дрезины БА-6жд и 9 ФАИжд, 4 бронедрезины БДТ и одну ДШ), 9 отдельных дивизионов бронепоездов (кроме бронепоездов имели по 4-14 бронеавтомобилей-дрезин БА-6жд, БА-10жд и БА-20жд) и 17 отдельных бронепоездов (кроме бронепоезда имели до 3 бронеавтомобилей-дрезин БА-6жд и БА-20жд).
В межвоенный период в СССР начали проектирование и изготовление бронедрезин для автобронетанковых войск РККА .
В 1933 году Совет Труда и Обороны принял постановление, в котором утверждён тип железнодорожных боевых машин разведывательные дрезины:

I. Утвердить на вторую пятилетку следующую систему бронетанкового вооружения РККА:
1. Основные танки — 5 типов: …
<…>
4. Железнодорожные боевые машины — 2 типа:
а) мотоброневагон,
б) разведывательная дрезина — бронеавтомобиль (стандартный с бронемашиной).
5. Тракторы — 3 типа: …
<…>
— Постановление Совета Труда и Обороны
«О системе танкового вооружения РККА»
№ 71сс/о от 13 августа 1933 года

## Бронеавтомобили-дрезины БА-27жд

БА-27. Такие переделывали в БА-27жд

К середине 30-х годов броневики БА-27 очень износились и почти все требовали капитального ремонта. Например, командир и военный комиссар 45-го механизированного корпуса Борисенко в докладе об укомплектовании корпуса от 8 января 1937 года писал: «11 БАИ и 21 БА-27 корпусу не положены. Учитывая отсутствие запасных частей и ремонтных баз, а также то, что все машины БА-27 в течение ряда лет требуют капитального ремонта, прошу об изъятии».
Учитывая большой износ БА-27, и то, что к этому времени запасные части для них и АМО уже не производили, автобронетанковое управление РККА решило приспособить бронеавтомобили БА-27 для движения по железной дороге.
В середине 1934 года на паровозовагонном ремонтном заводе Никольск-Уссурийске один БА-27 переделали в бронеавомобиль-дрезину
В 1936 году 2 БА-27 поступили в мастерские военсклада (военного склада) № 60 в городе Брянске. Здесь БА-27 оснастили железнодорожными бандажами и домкратом с поворотным устройством которым броневик вывешивался при переходе на рельсы. Дополнительно на машине установили буферное и прицепное устройства, позволявшие ставить броневик в хвосте железнодорожного состава или соединять два бронеавтомобиля между собой. Буферное и прицепное устройства сделаны в одном корпусе шарнирно на кронштейне, приваренном в корме корпуса. При движении броневика на железнодорожном ходу с помощью хомутами производили блокировку передних и задних рессор. Испытания бронемашин, обозначенных БА-27жд (железнодорожный) проходили в 1937 году во 2-м полку бронепоездов и дали хорошие результаты. Скорость БА-27жд на железнодорожном ходу 50 км/ч. Исходя из этого, подобно предполагалось переоборудовать все БА-27, превратив их в бронеавтомобили-дрезины для поддержки бронепоездов. К этой программе планировали приступить с 1938 года, но летом 1937 года на бронерембазе № 2 (станция Митьково Ленинской железной дороги), которая помимо прочего ремонтировала и БА-27, под руководством конструктора Ашихмина разработан проект перестановки корпуса БА-27 на шасси ГАЗ-ААА с тремя осями. В июле такой броневик, называвшийся в документах БА-27 ГАЗ, сделан и испытан. О результатах испытаний доложено в АБТУ РККА, и после рассмотрения там решено модернизировать по этому типу все БА-27.

## БА-3жд

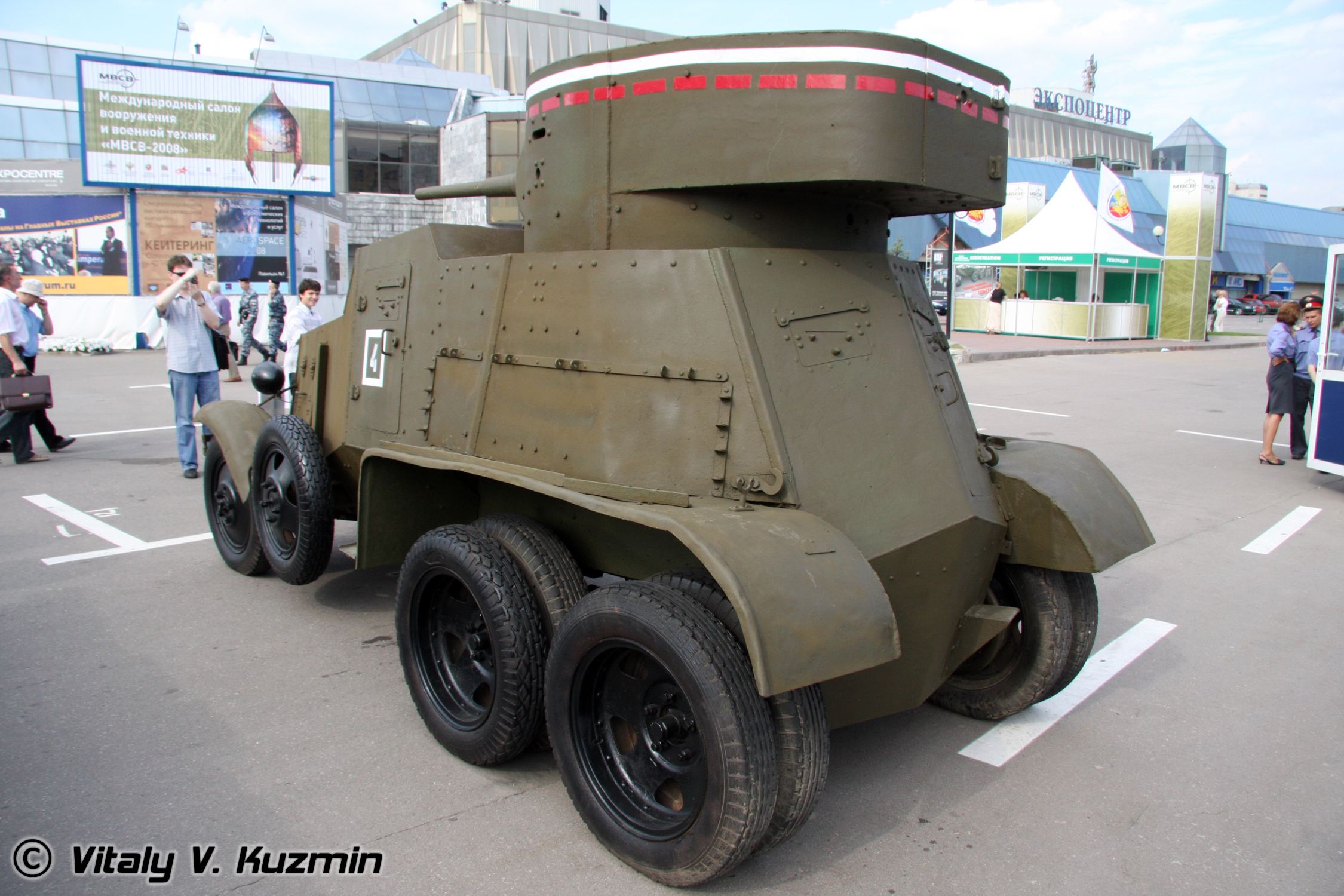
БА-3. Такой дооборудовали в БА-3жд

В СССР создание бронеавтомобилей на железнодорожном ходу началось в 1932 году на заводе Можерез с легких бронеавтомобилей-дрезин. Один броневик Д-8 приспособили для езды по рельсам. Испытания Д-8 дали хорошие результаты — на железной дороге он развивал до 90 км/ч" . Аналогичная броневик, только на базе ФАИ, изготовлен в мастерских военсклада № 60 летом 1936 года. Как и Д-8, он имел домкрат и металлические бандажи, одеваемые поверх колес. При движении по шоссе бандажи крепили на бортах спец винтами. После испытания ФАИ-жд (железнодорожный) признали пригодным для вооружения бронепоездных частей РККА, и до конца года мастерскими военного склада переделано ещё 8 ФАИ. В начале 1938 года испытан первый БА-20жд и вскоре началось его серийное производство
Вероятно в связи с этим создание бронеавтомобилей дрезин на базе средних бронеавтомобилей задержалось, так как легкие бонеавтомобили дрезины были дешевле в изготовлении и выполняли задачи бронедрезин почти с одинаковой эффективностью со средними бронеавтомобилями-дрезинами, только не могли бороться с бронированными целями.
В декабре 1934 года конструкторское бюро московского железнодорожноремонтнтного завода № 1 (Можерез) под руководством Н. Г. Орлова спроектировало железнодорожную модификацию БА-3 — БА-3жд. Бронемашина испытана в начале лета 1935 года, но, несмотря на успешные испытания, серийно не выпускалась — Выксунский завод дробильно-размольного оборудования не смог начать изготовление БА-3жд, поскольку был перегружен другими заказами.

## БА-6жд

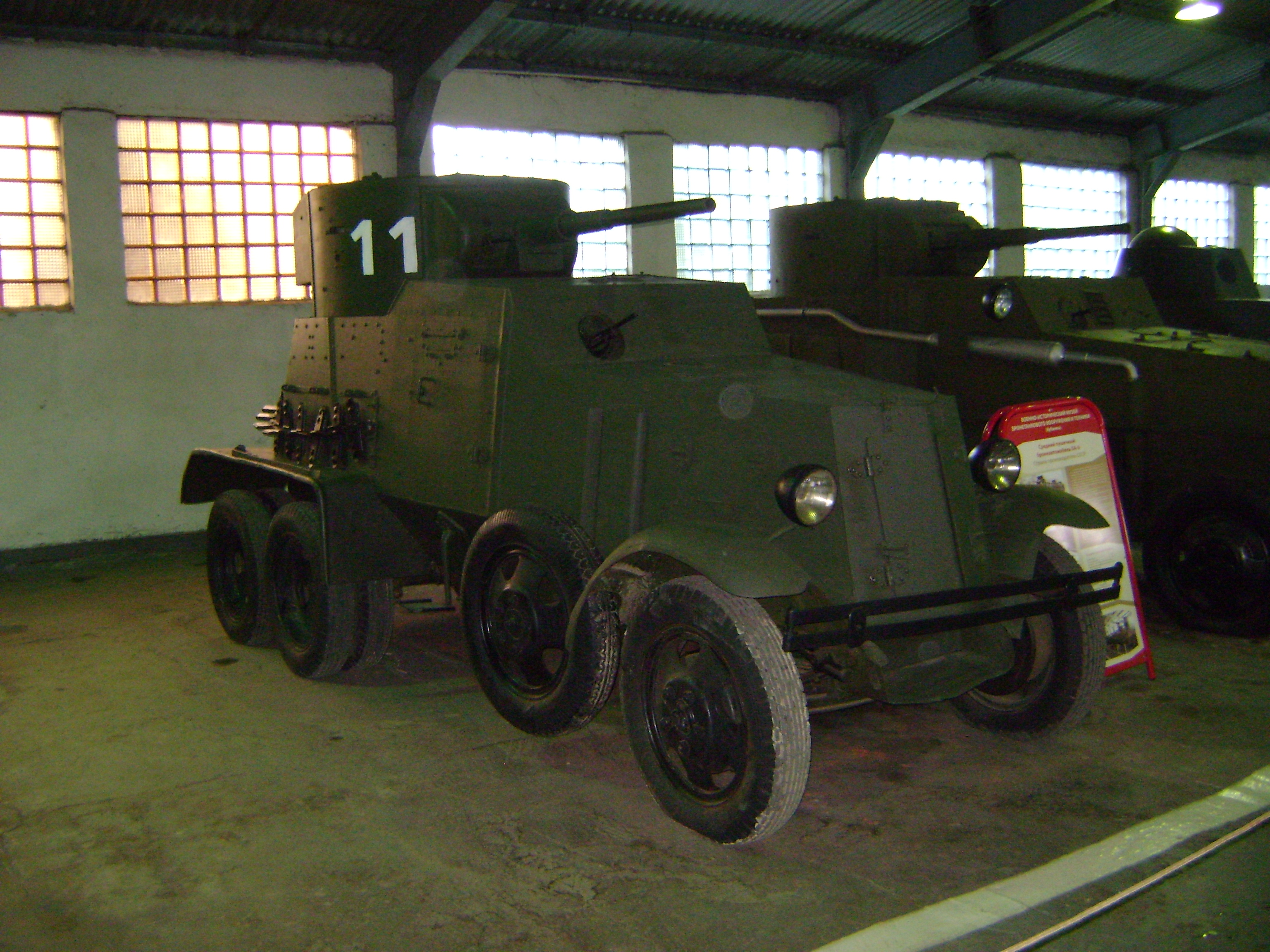
БА-6. Такие дооборудовали в БА-6жд

В 1935 году разработана и изготовлена железнодорожная модификация бронеавтомобиля БА-6 — БА-6жд для езды по железнодорожному полотну. Для этого прямо на передние и задние колеса БА-6 надевали металлические бандажи с ребордами, обеспечивавшими устойчивое поперечное положение броневика при движении по рельсам. Правда, на заднем мосту БА-6 приходилось сначала демонтировать внешние колеса, чтобы добиться попадания в размер рельсовой колеи. Во время движении по железнодорожному полотну руль БА жестко фиксировался в нейтральном положении. При движении по обычным дорогам металлические реборды укладывали на крыше башни и на бортах моторного отделения, придавая БА-6 специфический вид. При весе 5,9 т БА-6жд развивал по железнодорожному полотну до 55 км/ч.
По первоначальному плану бронедрезины должны были входить в бронепоездные подразделения. 15 июля 1935 года, ещё во время заводских испытаний опытной бронедрезины, руководство УММ направило начальнику штаба РККА Егорову проект новой организации бронепоездных частей. По нему каждый отдельный бронепоезд, не входивший в дивизион бронепоездов, должен был иметь одну тяжелую бронедрезину (БДТ), 1 дрезину-транспортёр ДТР и 3 бронемашины на железнодорожном ходу (2 БА-6жд и 1 ФАИжд), а каждый дивизион бронепоездов включал 3 бронедрезины-транспортера (ДТР), 1 штабную бронедрезину (ДШ) и 4 бронемашины на железнодорожном ходу (1 БА-6жд и 3 ФАИжд).
Но в начале 1936 года появились новые взгляды на использование бронедрезин в специальных подразделениях. Прежде всего, ими предполагали охранять и оборонять железные дороги большой протяженности в районах где мало автомобильных дорог — в Сибири и на Дальнем Востоке. Это объясняли тем, что по сравнению с бронепоездами бронедрезины меньше зависели от железнодорожной системы обеспечения водой и углём, имели большой запас хода (до 250 км) и большую скорость — до 75 км/ч (бронепоезда имели скорость до 50 км/ч, а запас хода по воде до 100 км и требовали регулярных промывок котлов паровозов). Поэтому директивой начальника Генерального Штаба РККА от 28 мая 1936 года командующему Белорусским военным округом предписано к 1 августа сформировать при отдельном полку бронепоездов опытный батальон бронедрезин. По штату в батальоне должно быть: 268 человек личного состава (40 среднего и старшего командного состава, 86 младшего командного состава и 134 рядовых), 21 бронемашина-дрезина БА-3жд, 9 ФАИжд, 10 бронедрезин БДТ-35, 1 штабная бронедрезина ДШ и так далее.
15 августа 1936 года командир полка бронепоездов майор Брусин доложил в УММ: «Опытный батальон бронедрезин, сформированный при Отдельном полку бронепоездов из новобранцев призыва июля 1936 года с 5-7 сентября должен пройти опытные учения в Белорусском военном округе. Подготовку специалистов батальон закончил к 6 августа. К сегодняшнему дню батальон получил лишь одну бронемашину ФАИжд без домкрата».
На 22 октября 1936 года в батальоне уже одна БДТ, одна ДШ и 19 бронемашин на железнодорожном ходу (10 БА-6жд и 9 ФАИжд). Летом 1937 года он переименован в 5-й отдельный батальон бронедрезин и переведён на новый штат № 16/716, по которому должен иметь 39 бронемашин на железнодорожном ходу (30 БА-6жд и 9 ФАИжд), 5 бронедрезин (4 БДТ и 1 ДШ) и другие небронированные машины.
В сентябре 1937 года 5-й отдельный батальон бронедрезин (5-й оббдр) из Брянска перебросили на станцию Бурея, где он вошел в ОКДВА.
С началом Великой Отечественной войны батальон перешел на штат военного времени и на 1 июля 1941 года имел (по штату/наличие): 30/22 БА-6жд; 9/9 ФАИ-жд; 5/5 бронедрезин (4 БДТ и 1 ДШ) и другие машины .
В 1942—1945 годах батальон занимался боевой подготовкой. В это же время батальон получил 8 бронемашин БА-10жд и 9 БА-20жд (они получены взамен отправленных в ремонт ФАИ-жд).
9 августа 1945 года 5-й оббдр колёсными бронемашинами совершил марш по маршруту Бурея — Березовский (280 км) и сосредоточился в Константиновке в готовности к переправе и одновременно охраняя штаб 2-й армии. С 12 августа батальон участвовал в боях с японцами в Маньчжурии, обеспечивая переброску генералов всех родов войск для руководства боем, а одной ротой охранял коммуникации важных шоссейных дорог и сопровождал Военный совет 2-й армии для переговоров о капитуляции в городе Сун-У. В это же время по распоряжению командующего бронетанковыми и механизированными войсками 2-го Дальневосточного фронта батальон получил на пополнение 3 БА-64жд.
С 20 августа батальон обеспечил переброску военного совета 2-й армии в Луньчжунь и Бианьчжунь, прикрывал капитуляцию японских войск в Бианьчжуне и Сун-У, охранял штаб 2-й армии и вел бои с японскими смертниками.
Потери в боях с японцами 3 бронемашины — 2 БА-20 (впоследствии восстановили) и БА-6 (сгорел), при этом погиб младший сержант Обросов, ранены красноармейцы Воробьев, Литвинов и младший сержант Ситнов.
3 сентября 1945 года батальон сосредоточился в городе Сун-У и на следующий день начал марш к месту прежней дислокации, куда прибыл 10 сентября.
43 человека из батальона награждены орденами и медалями за отличие в боях с японцами.
2 ноября 1945 года командиру батальона шифротелеграмма Генерального Штаба РККА, по которой 5-й батальон бронедрезин расформировывался и предписано: …боевую технику сдать на военный склад № 418 (Куйбышевка-Восточная), боеприпасы на военный склад № 155 станция Завитая. К 15 ноября батальону прибыть на формирование 111-й танковой дивизии на 76-й разъезд Молотовской железной дороги Забайкальско-Амурского военного округа со всем личным составом, вооружением и всеми видами имущества, 2-месячным запасом продовольствия, 5-месячным запасом овощей и двумя заправками ГСМ… .
Ко времени получения шифротелеграммы в батальоне:
Людей — 296 человек (офицеров 37, сержантов 36, рядовых 98); 5 бронедрезин (4 БДТ и 1 ДШ); 30 средних бронемашин БА-6 и −10жд; 12 легких бронемашин (9 БА-20жд, 3 БА-64жд); 4 автомастерские (3 типа А и 1 типа Б); 2 бензовоза; 1 санитарный ГАЗ-AAA; 1 мотовоз М3/2; 1 дрезина Уа; 4 мотоцикла (3 Харлей-Девидсон, 1 АМ-600); 14 автомобилей (3 ЗИС-5, 5 ГАЗ-АА, 1 ГАЗ-42, 2 Форд-8, 2 Форд-6, 1 Виллис).

## БА-10жд

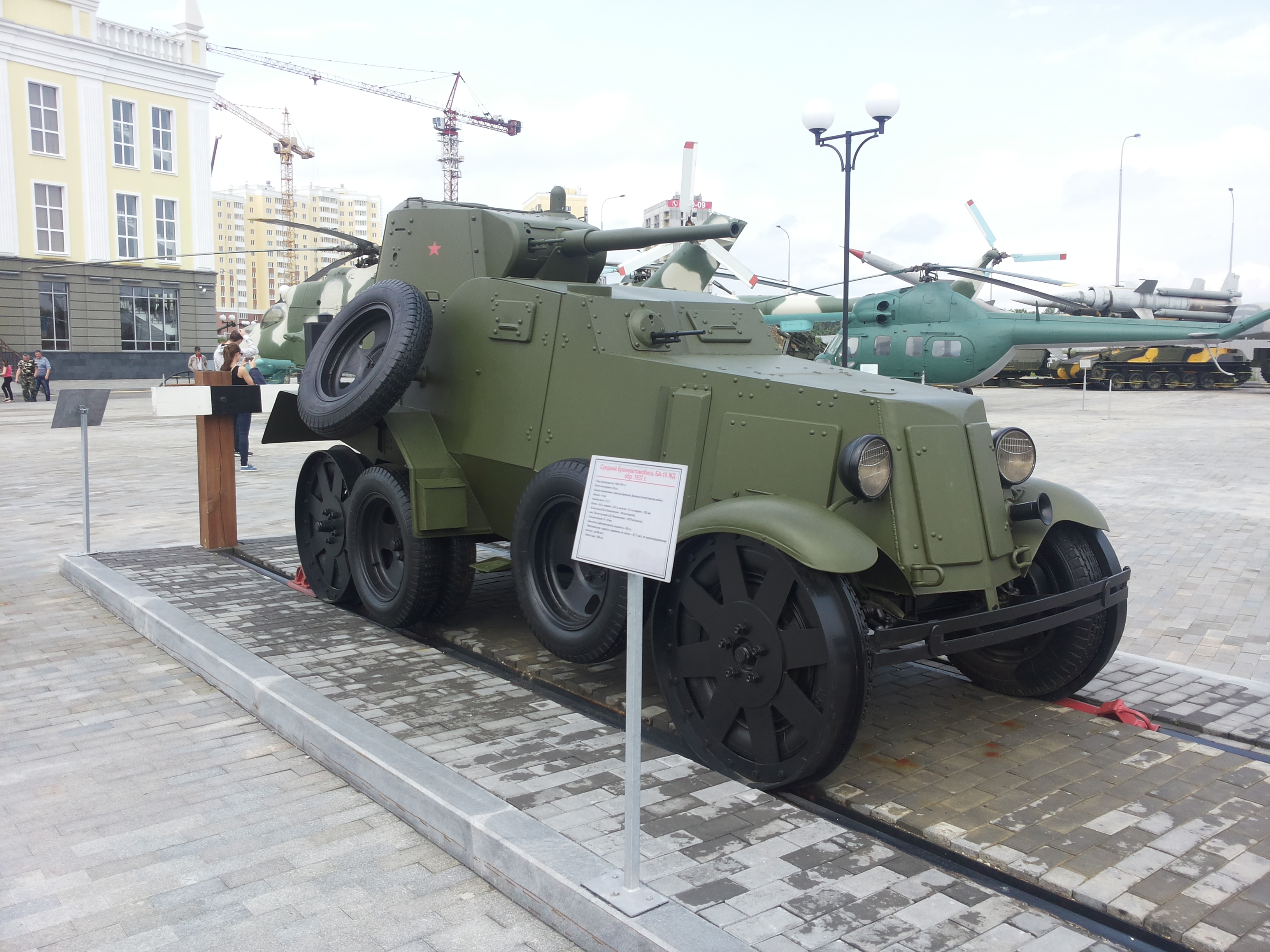
Реплика бронеавтомобиля-дрезины БА-10жд, Музей военной техники УГМК. 2015 год

Кроме обычных БА-10, в 1939—1941 годах изготовлено более 20 железнодорожных модификаций БА-10, обозначенных БА-10жд. Их оборудовали домкратом для установки железнодорожных бандажей на переднюю и заднюю ось. Перестановку броневика на железнодорожный ход производили одеванием металлических бандажей с ребордами на автомобильные шины. Бандажи с торцов крепили к ступицам колес. Причем с задних осей снимали только одно колесо с каждой стороны для достижения требуемой ширины колеи при надевании бандажа. Средние оси приподнимали и фиксировали в поднятом положении, чтобы облегчить движение по рельсам. Руль блокировали в нейтральном положении. Масса БА-10жд была 5,78 т. скорость по железной дороге — до 90 км/ч.
Всего выпущено около 43 БА-10жд. В 1937 году по штату в каждом дивизионе бронепоездов и в каждом отдельном бронепоезде должно было быть 5 БА-20жд и БА-10жд. Его охотно эксплуатировали немцы, так как при движении по рельсам ограниченная проходимость советского броневика уже не имела значения. В немецком бронепоезде № 102 (Pz.Sp.Zug.102) в августе 1941 года было четыре бронемашины БА-10жд.